# 프란시스코 감보레나
프란시스코 "파치" 감보레나 에르난도레나(스페인어: Francisco "Patxi" Gamborena Hernandorena; 1901년 3월 14일, 바스크 주 이룬 ~ 1982년 7월 30일, 바스크 주 산 세바스티안)는 스페인의 전 축구 선수로, 현역 시절 미드필더로 활약했다.
그는 1915년부터 1934년까지 현역 시절 전부를 고향 바스크 주의 이룬을 연고로 하는 레알 우니온에서 보냈는데, 그동안 1924년과 1927년에 코파 델 레이를 2번 우승했다.
감보레나는 1921년 10월 9일, 빌바오의 산 마메스에서 열린 벨기에와의 친선경기에서 국가대표팀 신고식을 치렀고, 이 안방 경기는 2-0 승리로 끝났다. 그는 1924년과 1928년 올림픽을 포함해 총 20번의 국가대표팀 경기에 출전했고, 마지막 국가대표팀 출전 경기는 13-0으로 이긴 불가리아와의 경기로, 스페인은 이 경기에서 역대 최다 점수차 승리를 거두었다.
은퇴 후, 그는 1939년부터 1950년까지 6개의 스페인 구단 감독직을 잠깐씩 맡았다.

## 수상
레알 우니온
- 코파 델 레이: 1924, 1927